# Извержение вулкана Руанг (1871)
Извержение вулкана Руанг 1871 года началось 3 марта и закончилось 14 марта на архипелаге Сангихе в Молуккском море, Индонезия. Извержение вызвало разрушительное цунами высотой 25 м, в результате было затоплено множество деревень на близлежащих островах, в результате чего погибло около 400 человек.

## Извержение
Извержение началось 3 марта, когда вулканические материалы начали падать с вершины горы в море. Немецкий зоолог и антрополог доктор Адольф Бернхард Мейер, ставший очевидцем извержения, описал Руанг как конический остров, возвышающийся над морем. На момент извержения остров был необитаем. Однако жители соседнего острова Тагуланданг владели плантациями на острове Руанг. Сильное землетрясение началось в 20:00 по местному времени. На основе изучения исторических наблюдений за извержением Пранантио и другие специалисты интерпретировали его как частичное обрушение восточного склона вулкана. Моделирование обрушения фланга и вызванного им цунами показало, что объем оползня в 0,1 км3 (0,024 м³) лучше всего соответствует историческим описаниям высоты цунами на близлежащих островах. Программа глобального вулканизма Смитсоновского института присвоила извержению уровень 2 по шкале вулканической активности (VEI). Извержения продолжались 9-10 и 14 марта.

## Цунами
По словам д-ра Мейера, цунами вызвало сильнейшие разрушения на острове Тагуланданг, расположенном рядом с Руангом, лишь немногие дома уцелели после цунами. Волны высотой до 25 м обрушились на прибрежные поселения и затопили 180 м территории вглубь острова. Вскоре после этого на побережье обрушились ещё две волны цунами. Цунами разрушило деревню Бахуас; было уничтожено не менее 75 домов. Три дома остались на побережье, но только один из них был безопасен для использования; два других дома получили значительные повреждения. Многие дома были перевёрнуты или уничтожены. Церковь на острове с толстыми наружными стенами также была разрушена. Обломки домов были разбросаны по всему бывшему поселению.